# Estádio Hercílio Luz
Estádio 19 de Outubro – stadion piłkarski, w Itajaí, Santa Catarina, Brazylia, na którym swoje mecze rozgrywa klub Marcílio Dias Itajaí.